# Thomas E. Fairchild
Thomas Edward Fairchild (* 25. Dezember 1912 in Milwaukee, Wisconsin; † 12. Februar 2007 in Madison, Wisconsin) war ein US-amerikanischer Jurist und Politiker. Er übte das Amt des Attorney General von Wisconsin aus und wurde später Bundesrichter.
Thomas Fairchild absolvierte nach seinem Schulabschluss zunächst die Cornell University, an der er 1934 den Bachelor of Arts erwarb. 1938 folgte der Bachelor of Laws an der Law School der University of Wisconsin in Madison. Anschließend praktizierte er bis 1941 als Rechtsanwalt in Portage; danach trat er als Anhörungsbeauftragter beim Office of Price Administration in Chicago und Milwaukee erstmals in Staatsdienste. Ab 1945 führte er wieder eine private Praxis in Milwaukee.
Im Jahr 1948 bewarb sich Fairchild als Demokrat um das Amt des Attorney General von Wisconsin. Er trug überraschend den Sieg davon, nachdem seine Partei jahrzehntelang keine staatsweite Wahl hatte gewinnen können. In der Folge war er darum bemüht, den Rückstand der Demokraten gegenüber der Republikanischen Partei aufzuholen. 1950 kandidierte er erstmals für den Senat der Vereinigten Staaten, verlor aber gegen den republikanischen Amtsinhaber Alexander Wiley. Zwei Jahre später trat er zur Wahl für den zweiten Senatssitz seines Staates an und unterlag diesmal Joseph McCarthy. Zwischenzeitlich hatte er das Amt des Bundesstaatsanwalts für den westlichen Distrikt von Wisconsin übernommen, das er bis 1952 ausübte. Außerdem war er für kurze Zeit in beratender Funktion beim Office of Price Stabilization beschäftigt.
Fairchild war dann bis 1957 wieder als privater Rechtsanwalt in Milwaukee tätig. 1956 fungierten er und andere Mitglieder der Anwaltsvereinigung für Milwaukee als Rechtsbeistand für vermeintliche Kommunisten, die vor dem Komitee für unamerikanische Umtriebe aussagen mussten. Im selben Jahr erfolgte seine Ernennung zum Richter am Wisconsin Supreme Court. Am Obersten Gerichtshof des Staates folgte er seinem Vater Edward T. Fairchild, der ihn noch als Richter vereidigte. 1966 berief ihn dann US-Präsident Lyndon B. Johnson zum Richter am Bundesberufungsgericht für den siebten Gerichtskreis. wo er auf F. Ryan Duffy folgte. Nach der Bestätigung durch den Senat der Vereinigten Staaten am 11. Januar 1966 gehörte er diesem Gerichtshof bis zu seinem Eintritt in den Senior Status am 31. August 1981 an. Ab 1975 führte er dort als Chief Justice den Vorsitz. Er verstarb im Februar 2007 in Madison.